# Food Network
A Food Network (jogi nevén Television Food Network) egy amerikai alap kábeles és műholdas televíziócsatorna, amelynek tulajdonosa a Televison Food Network, G.P, a Scripps Network Interactive (amely a hálózat 70%-os tulajdonosa) és a Tribune (FN) Cable Ventures Inc. (amely birtokolja a maradék 30%-át) közös vállalata. A tulajdonosi szerkezetet ennek ellenére a Scripps Network Interactive kezeli. A csatorna egyaránt ad televíziós különlegességeket és rendszeres epizodikus programokat az élelmiszerekkel és főzéssel kapcsolatosan.
Amellett, hogy a székhelye New York City, a Food Network-nek vannak irodái Atlantában, Los Angelesben, San Franciscóban, Chicagóban, Detroitban, Jersey Cityben, Cincinnatiben, valamint Knoxville-ben.
A Food Network 2015 februárjában elérhető mintegy 96 931 000 előfizető háztartásban (83,3% a televíziós háztartásokban) az Egyesült Államokban.
A magyar adásváltozat csatornahangjai Epres Attila és Orosz Anna voltak. A műsorajánlók jelenleg[mikor?] angolul mennek.[forrás?]

## Története
A Food Network 1993. április 19-én indult el, mint TV Food Network, és elindult 23-án az említett jogos nevével, mint Television Food Network, G.P., majd néhány éven belül, a hálózat lerövidítette elnevezését, eltávolítva a "TV"-t a nevéből. Indulása óta számtalan műsort vett fel, amelynek fő témája a gasztronómia. Magyarországon társcsatornái közül még a Travel Channel és a 2021-es megszűnésig a Fine Living érhető el, mely utóbbi egyes országokban a Zone Club-ot váltotta.

## Műsorok
- A konyha
- Amcsi ízek világa
- Amerikai barbecue-túra
- Amerika szuperséfje
- A mezítlábas grófnő – Főzzünk egyszerűen!
- Anna Olson: Frissen
- Anna Olson: Sütés
- A torták ásza
- A vadnyugati nő
- Cukrászok és amatőrök
- Ember és étel
- Ember, tűz, étel
- Eredeti ízek Sunnyval
- Esküvői tortacsodák
- Ételek nyomában
- Étterem a káosz peremén
- Extrém sütiháborúk
- Fickós fiatalok
- Fokvárosi lakomák Sibával
- Gasztronómiai kalandozás Ausztráliában Matt Morannel
- Guy főzőbajnoksága
- Gyerekek sütőbajnoksága
- Halloweenháborúk
- Halloweeni sütőbajnokság
- Jenny és Reza fantasztikus főzőakadémiája
- Kaszinó a konyhában
- Kegyetlen konyha
- Kövesd Donalt... Európába!
- Mentsd meg a cukrászdámat!
- Mezítlábas grófnő
- Nagymama titkos receptjei
- Otthoni főzés Valerie-vel
- Paul Hollywood és a város ízei
- Pokoli konyha
- Rev Run vasárnapi vacsorái
- Tia Mowry odahaza
- Titokzatos asztaltársaság
- Utazz és főzz G. Garvinnal
- Vágódeszka
- Vágódeszka Dél-Afrikában